# NGC 2440
NGC 2440是銀河系中的一個行星狀星雲，其中心恆星編號HD62166，可能是已知最高溫的白矮星。位於船尾座。 
該星雲由威廉·赫歇爾於1790年3月4日發現。他描述該星雲是一個「漂亮，且有相當亮度，無法很好識別的行星狀星雲」。該恆星距離太陽約1.23 kpc，或4000光年。

## HD 62166
HD 62166是一個表面溫度異常高的白矮星，其溫度達到200,000 K，而光度是太陽的1100倍。這顆白矮星大約是0.6倍太陽質量和0.028倍太陽半徑，視星等是 18.9。

## 外部連結
- Hubble Space Telescope reveals NGC 2440（页面存档备份，存于） on YouTube
- Astronomy Picture of the Day (15 February 2007): Planetary Nebula NGC 2440（页面存档备份，存于）
- Astronomy Picture of the Day (7 May 2006): NGC 2440: Cocoon of a New White Dwarf
- Astronomy Picture of the Day (30 November 1995): NGC 2440 Nucleus: The Hottest Star?